# نقص التوتر
نقص التوتر العضلي (بالإنجليزية: Hypotonia)‏، والمعروف أيضًا باسم متلازمة الطفل المرن، هو حالة من انخفاض توتر العضلات (كمية التوتر أو مقاومة الشدّ في العضلة)، وغالبًا ما ينطوي على انخفاض في قوة العضلات. نقص التوتر هو ليس اضطراب طبي محدد، بل مظهر محتمل للكثير من الأمراض والاضطرابات المختلفة التي تؤثر على التحكم في العصب الحركي من قبل الدماغ أو شد العضلات.
ان مجال شدة خطورة نقص توتر العضلات (لدى الرضع) (Hypotonia) واسع جدا. يظهر احيانا لدى الأطفال المعافين واصحاب القدرات الجسمانية والحركية السليمة، وفي حالات أخرى، تصاحبه صعوبات حركية بدرجات خطورة مختلفة، ويشير إلى وجود اضطرابات وامراض مختلفة ستفصل ادناه.

## تنبيه هام
يجب ألا نخلط ما بين قوة العضلة والتوتر العضلى:
فالتوتر الفعلا هو المقاومة الفسيولوجية للحركة؛ وقد يترافق نقص التوتر مع قوة طبيعية أو ضعيفة.
كما أن نقص التوتر (الطفل الرخو) والتأخر التطورى هما أشهر المظاهر الأولية للمرض العصبى العضلى عند الرضع والأطفال الصغار.

## توتر العضلات اثناء الراحة (TONUS)
يعرف توتر العضلات أثناء الراحة (TONUS) بمثابة الحد الأدنى من المقاومة عند التشغيل السلبى (Passive) للعضلات. ويقاس توتر العضلات في ساعات اليقظة ويعتبر الاساس لتشغيل قوة العضلات.

## أسباب شائعة لنقص التوتر المولود

### اضطرابات الجهاز العصبي المركزي
- نقص توتر العضلات الخلقي.
- اصابة نتيجة لنقص الأكسجين (نقص التاكسج عقب نقص التنفس) (ischemic hypoxia) (غالبا يحدث أثناء الولادة).
- خلل خلقي في عملية تكون المخ السليم (Brain dysgenesis).
- اصابة في النخاع الشوكي.

### اضظرابات الجهاز العصبي الطرفي (امراض الوحدة الحركية)
- امراض القرن الامامي من النخاع الشوكي.
- ضمور عضلي نخاعي المنشا (Spinal muscular atrophy)
- امراض العصب الطرفى – اعتلال عصبي (neuropathy)
- الاعتلال العصبي الناجم عن نقص الميالين الخلقي (Congenital hypomyelinating neuropathy)
- متلازمة ديغرين - سوتاس (Dejerine – sottas)
- اضطرابات في الربط بين العصب والعضلة
- الوهن العضلي العابر (Transient myasthenia)
- متلازمة الوهن العضلي الخلقي (Congenital myasthenic syndrome)
- التسمم السجقي الرضيعي (Botulisme infantile)
- امراض العضلة
- العيب العضلي الخلقي (Congenital myotonic dystrophy)
- اعتلال عضلي خلقي (Congenital myopathy)
- اعتلال عضلي أيضى (Metabolic myopathy)

### 3- اضطرابات أخرى ليست عصبية
- امراض النسيج الضام.
- متلازمة برادر - ويلي (syndrome Pradder - Willi)
- خلل خلقي استقلابي (PKU)
- اضطراب في الغدد الصماء (Endocrine)
- الكساح (Rachitis)
- الداء البطني (Coeliacdisease)

## الأعراض المرضية
تصف امهات الرضع المصابين بنقص التوتر العضلي الخلقي احيانا، انخفاضا بحركة الجنين في نهاية الحمل، ونسبة عالية منهن تصبن بكثرة السائل السلوي، حبل سري قصير، وضعة رضيع غير سليمة وتشوهات في الاطراف. يستلقي الرضع المصابون بنقص توتر العضلات، بوضعيات غير طبيعية (وضعية الضفدع)، ويظهرون مقاومة قليلة (منخفضة) عند التشغيل الاطراف، ولغالبيتهم فرط مرونة في المفاصل.

## العلاج والمتابعة
يتعلق العلاج والمتابعة الطبية، بالاضطراب الاولي الذي ادى إلى الظاهرة. يتوفر ارشاد أو العلاج الطبيعى (physiotherapy) للاطفال المصابين بنقص التوتر العضلي المصحوب بتاخر اكتساب مهارات حركية أو عدم نضج الوظائف الحركية الخشنة (الركض، المشي أو القفز).

## أسباب وعوامل خطر نقص توتر العضلات (لدى الرضع)
يحصل نقص التوتر العضلي المرضي في اعقاب اضطرابات بجهاز الاعصاب الطرفى، جهاز الاعصاب المركزي، أو اضطرابات من مصدر غير عصبي، مثل امراض الانسجة الضامة، اعتلالات جينية، هرمونية وغيرها - ان وهن العضلات في نقص التوتر العضلي، النابع عن اعتلال بجهاز الاعصاب المحيطي، هو الاضطراب الأساسي، ويصاحبه وهن المنعكسات الوترية. اما نقص العضلات النابع عن اضطراب بجهاز الاعصاب المركزي، فقد يرافقه اعتلال عصبي اضافي في النمو (مثل التاخر بالنطق، صعوبات بالحركة الناعمة، نوبات). لا وجود هنا لوهن عضلي، وانما اضطرابا بالسيطرة على حركة العضلات وازدياد المنعكسات الوترية. لا يوجد في نقص التوتر العضلي غير النابع عن اعتلال عصبي، وهن عضلات والمنعكسات الوترية تكون سليمة.